# Leptač
Leptač (německy Rohn) je malá vesnice, část obce Chroboly v okrese Prachatice v Jihočeském kraji. Nachází se asi 3,5 kilometru severozápadně od Chrobol a 4,5 kilometru jihovýchodně od Prachatic. Sídlem protéká Živný potok a probíhá jím silnice II/143 (Prachatice – České Budějovice). Je zde evidováno 32 adres. V roce 2011 zde trvale žilo 57 obyvatel.
Leptač je také název katastrálního území o rozloze 1,21 km². Leptač leží i v katastrálním území Lažíšťko o rozloze 2,39 km². Na návsi je autobusová zastávka s názvem Chroboly, Leptač.

## Historie
První písemná zmínka o vesnici pochází z roku 1393. Jakub Krčín zde měl zámeček, který pak byl v druhé polovině 17. století zbourán. V roce 1930 zde žilo 285 obyvatel. V letech 1938 až 1945 byl Leptač v důsledku uzavření Mnichovské dohody přičleněn k Německé říši.

## Obyvatelstvo
| Rok            | 1869 | 1880 | 1890 | 1900 | 1910 | 1921 | 1930 | 1950 | 1961 | 1970 | 1980 | 1991 | 2001 | 2011 | 2021 |
| -------------- | ---- | ---- | ---- | ---- | ---- | ---- | ---- | ---- | ---- | ---- | ---- | ---- | ---- | ---- | ---- |
| Počet obyvatel | 210  | 196  | 163  | 164  | 167  | 173  | 166  | 131  | 79   | 81   | 56   | 41   | 46   | 57   | 65   |
| Počet domů     | 24   | 24   | 24   | 24   | 24   | 24   | 25   | 23   | 20   | 14   | 13   | 9    | 22   | 27   | 30   |

## Obecní správa
Při sčítání lidu v letech 1850–1879 Leptač byl osadou obce Frantoly v okrese Prachatice. V letech 1880–1962 byl samostatnou obcí v okrese Prachatice. Od roku 1963 je částí obce Chroboly v okrese Prachatice.

## Pamětihodnosti
- Buky u Lažišťka – trojice památných stromů poblíž zaniklé osady Lažišťko